# Марьино (Дмитриевское сельское поселение)
Марьино — деревня в Даниловском районе Ярославской области. Входит в состав Дмитриевского сельского поселения.

## География
Находится в северо-восточной части Ярославской области на расстоянии приблизительно 28 км на юг-юго-запад по прямой от железнодорожного вокзала города Данилова, административного центра района.

## История
Деревня была отмечена еще на карте 1798 года. В 1859 году здесь (тогда деревня Романово-Борисоглебского уезда Ярославской губернии) было учтено 7 дворов, в 1898 — 10.

## Население
Численность населения: 45 человек (1859 год), 1 (русские 100 %) в 2002 году, 0 в 2010.